# Cima inconspicua
Cima inconspicua is een slakkensoort uit de familie van de Cimidae. De wetenschappelijke naam van de soort is voor het eerst geldig gepubliceerd in 1993 door Warén.